# Fortune Doll
Fortune Doll（フォーチュンドール）は、大阪府四條畷市を活動拠点とする日本の女性アイドルグループ。

## 概要
2016年5月、大阪府四條畷（しじょうなわて）市を拠点にするご当地アイドル「Fortune Doll（フォーチュンドール）」が結成された。東京で6年間、ライブ活動をしていた早田有為子（ゆいこ）が2015年に生まれ育った地元・四條畷市の地域貢献のため立ち上げるの構想をする。
同年10月、日本一のご当地アイドルを決定するコンテストU.M.U AWARDに出演。全国大会に出場。特別賞を受賞。
2017年12月、プロデューサーの早田有為子が退任。
2024年5月15日、解散。